# Ye olde

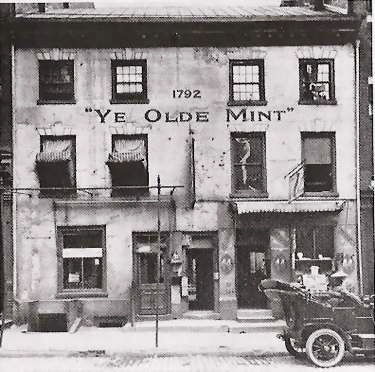
费城铸币局於約1908年時所寫的「Ye Olde Mint」，即老铸币局

Ye olde是一假近代英语用詞，用以顯示地方或機構與中世纪的連系，中文常譯為「老」。Ye olde一詞可追溯至1850年代甚至更為早期，而直至今天仍有使用，但多作為时代错置藝術的一種。

## 歷史
「ye」一詞源自近代英语的「þe」，即英語冠詞「the」，當中使用了古英語字母「Þ」。都铎王朝之時，þe的中古拉丁文字變體為（現代符號為「þͤ」或「þᵉ」），字母合而為一變為組合字符。當印刷技術從歐洲大陸引進時，印刷並沒有使用字符Þ，而這字於哥德體中與「Ye」又甚為相似（相對於ye)），使印刷工常使用Y代替Þ。由此，當英語繼續變化而使用二合字母「th」取代þ時，仍有地方或機構沿用本來的Y，使兩者的連結較難令人理解。
而「olde」一詞則單純為創作，因英語曾用「alde」、「auld」、「awld」及「ole」，卻沒有olde。

## 現今
時至今天，Ye olde一詞大多不再使用，只會用於宣傳或时代错置藝術之一，而當中的ye亦常被錯誤讀成人稱代詞Ye。

## 外部連結
- Antique English: Why is 'ye' used instead of 'the' in antique English? （页面存档备份，存于）
- THE versus YE: historical data from English spelling 1450-1734 （页面存档备份，存于）